# Parc Buddhoe
Le parc Buddhoe est un petit parc ombragé, symbole historique de la majeure partie de la population afro-américaine de Sainte-Croix, situé à Frederiksted dans les Îles Vierges des États-Unis.

## Historique
Le 3 juillet 1848, le général Moses Gottlieb, plus connu sous le nom de Général Buddhoe, rassembla plus de 6000 esclaves armés et demanda leur libération. En réponse, le gouverneur, Peter von Scholten, proclama leur libération ce même jour.

## Aujourd'hui
Chaque année, des centaines de personnes envahissent les rues de Frederiksted, en face du parc Buddhoe, pour célébrer l'anniversaire de l'abolition de l'esclavage. Les principaux orateurs viennent célébrer le courage et le sacrifice de leurs ancêtres et rendent hommage à leurs vaillants efforts. Les festivités comprennent également de la musique, des cérémonies africaines traditionnelles et une prière en groupe.
Il abrite un buste en bronze du célèbre chef de la rébellion des esclaves.